# Магнолия (здание в Батуми)

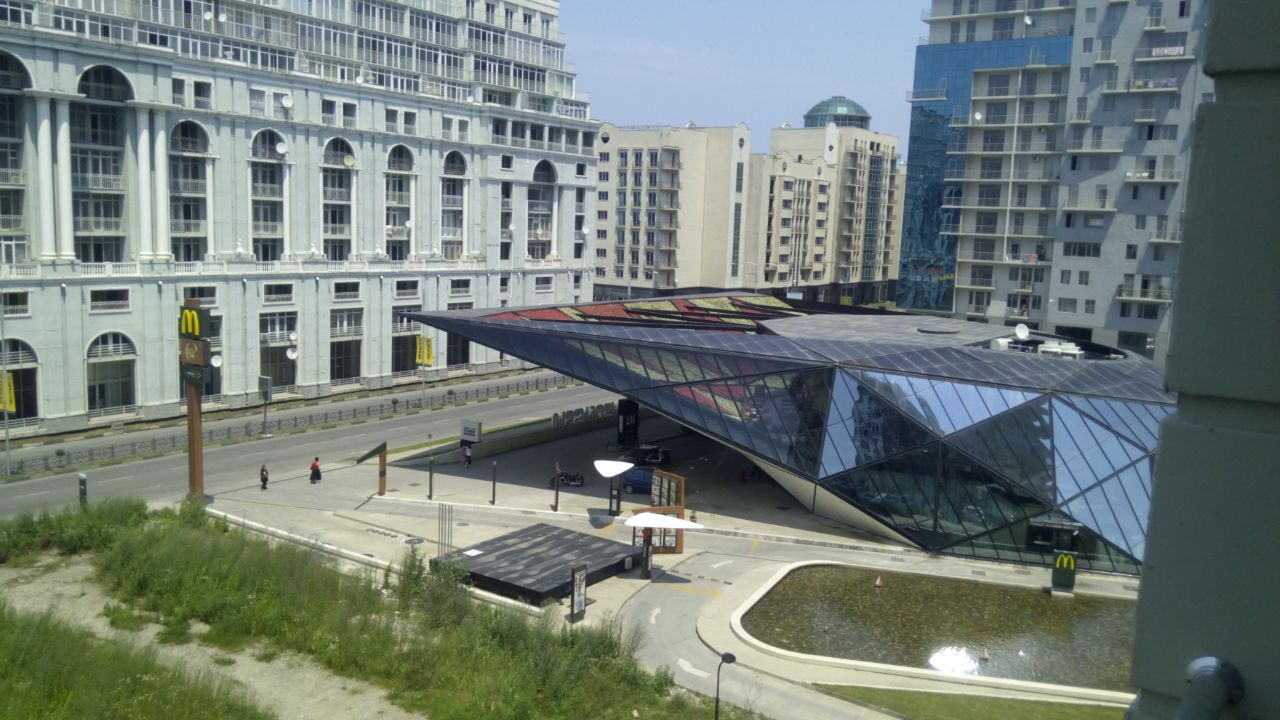
Магнолия слева, 2015 год

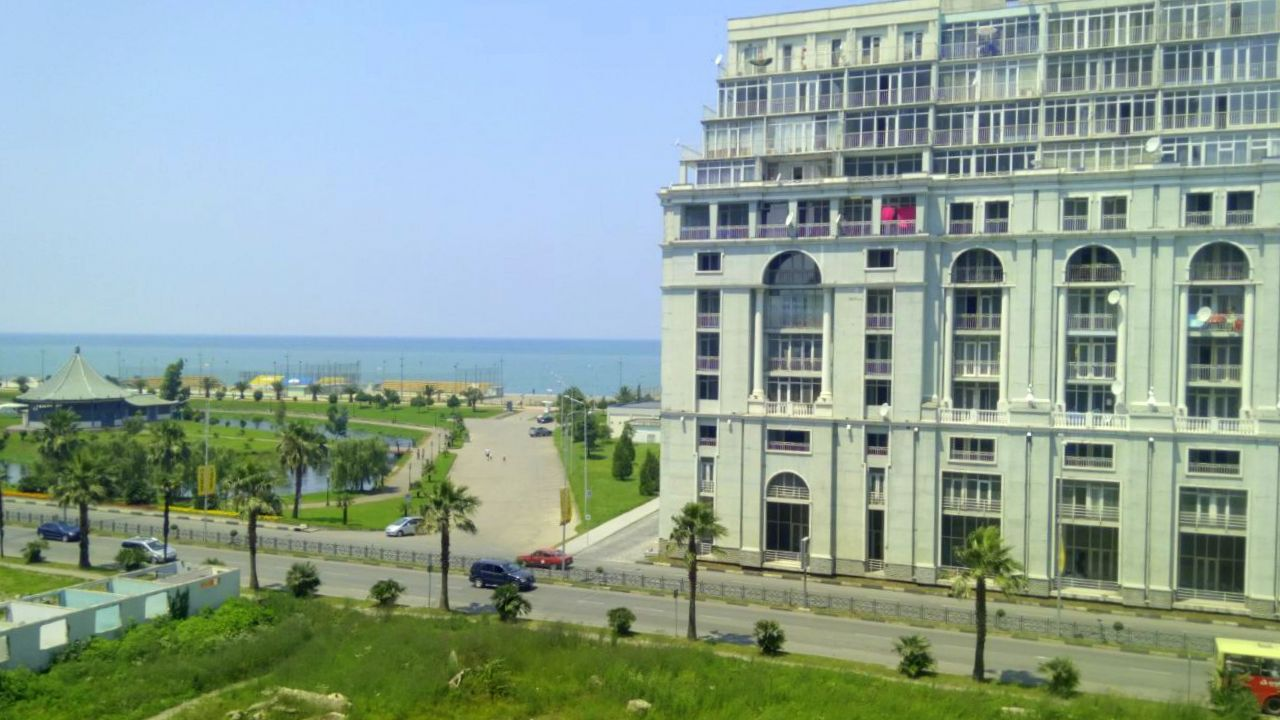
Часть здания в 2015 году

Магнолия (полностью «Белая Магнолия») — не сданное здание в Батуми, но в котором проживают люди. Планировалось как элитное здание с бассейном и спортзалом. 6158 семей отдали $310 млн (в среднем по $50 тысяч). Формально это самострой, разделенный на 900 долей и принадлежащий сообществу пайщиков. Внешние стены здания отделаны обычным гипсокартоном, который подходит исключительно для внутренних работ и не переносит сырость (здание расположена в 50 метрах от Чёрного моря). Достопримечательностью комплекса стали страшные статуи девушек без рук. Девелопер — Alliance Group (по другим источникам Center Point Group). Стройплощадка была разработана в 2007-м году, спустя 4-5 лет сюда начали заезжать жильцы. Дом, планировавшийся 9-этажным, прирос на четыре уровня еще до завершения стройки. В 2016 году учредительнице компании Майе Рчеулишвили и ее сыну Гураму предъявили обвинение по делу о растрате средств во время строительства двух жилых домов и жилого комплекса «Белая магнолия»: менеджмент застройщика был приговорён к 7 годам колонии за незаконную достройку последнего этажа по статье «Мошенничество».
Дом неравномерно просаживается, у здания сильный крен, каждый год все больше проседает фундамент. Возможно будет снесено.